# Cuộc đột kích trước lúc bình minh
Cuộc đột kích trước bình minh hay Tấn công trước lúc bình minh là một chiến thuật quân sự sử dụng thời gian để tạo lợi thế trong chiến đấu. Một đạo quân sẽ tổ chức tấn công vào lúc bình minh để giành thế thượng phong trong trong trận đánh hoặc chiến dịch, ưu điểm chiến thuật là tính bất ngờ vào khoảng thời gian trước hoặc gần lúc bình minh, lúc quân đội đối phương không phòng bị tốt. Lực lượng đột kích thực hiện một cuộc xâm nhập bí mật qua các tuyến quân phòng thủ và khai hỏa.
Trong hoạt động của cảnh sát, các cuộc đột kích trước bình minh thường xảy ra vào sáng sớm (thường là từ một đến bốn giờ), khi hầu hết dân thường đang ngủ. Lực lượng đột kích bí mật di chuyển đến gần vị trí mục tiêu, sau khi tiếp cận đối tượng, họ dùng bạo lực để khống chế và bắt giữ người, lấy hồ sơ, tài liệu trong lúc các đối tượng bị bất ngờ.

## Lịch sử
Trong lịch sử quân sự có rất nhiều trận đánh đã diễn ra vào lúc nửa đêm đến rạng sáng, thông qua việc chọn lựa thời điểm của các chỉ huy quân sự.
Trong Chiến dịch Meuse-Argonne vào ngày 26 tháng 9 năm 1918, lúc 5 giờ 30 phút sáng, quân Mỹ bắt đầu tấn công quân Đức tại Montfaucon-d'Argonne.
Đức Quốc Xã đã tấn công Ba Lan làm bùng nổ Chiến tranh thế giới thứ hai ngày 1 tháng 9 năm 1939 vào lúc 4 giờ 45 phút sáng.
Sáng sớm ngày 10 tháng 5 năm 1940, vào lúc 3 giờ 55 phút sáng theo giờ Hà Lan, người dân Hà Lan bị đánh thức bởi tiếng động cơ máy bay gầm rú trên bầu trời, quân đội Đức Quốc xã đã mở màn Kế hoạch Fall Gelb và đồng loạt tấn công Hà Lan, Bỉ, Pháp và Luxembourg.
Ngày 19 tháng 8 năm 1942, trong Trận Dieppe, quân Canada tổ chức tấn công vào quân Đức vào lúc 4 giờ 50 phút sáng tại Dieppe nhưng thất bại.
Chiến tranh Triều Tiên bùng nổ khi Quân đội Nhân dân Triều Tiên bắt đầu tấn công, thời điểm xảy ra vào sáng sớm ngày chủ nhật 25 tháng 6 năm 1950.
Năm 1965, Trận Đồng Xoài bắt đầu vào rạng sáng ngày 10 tháng 6 sau nửa đêm, khi Việt Cộng tiến hành các cuộc tấn công với các loạt súng cối không ngớt và các hỏa lực nhỏ, bắn vào các boong ke và các vị trí súng máy của Quân lực Việt Nam Cộng hòa, vòng phòng thủ ngoài bị phá hủy và họ mất hệ thống boong ke chủ chốt. Do bất ngờ bởi bị tấn công vào lúc sáng sớm, binh lính phòng thủ đã không kịp phản ứng.
Ngày 25 tháng 12 năm 1984, quân Việt Nam tổ chức tấn công căn cứ kháng chiến Khmer Đỏ dọc biên giới Campuchia-Thái Lan, Sư đoàn 9 của Việt Nam đã bắt đầu cuộc tấn công vào Ampil lúc 3 giờ sáng và cuộc tấn công vào Rithisen bắt đầu gần ba giờ rưỡi sau đó.